# Abrus bottae
Abrus bottae, vrsta cvjetnice iz porodice mahunarki. Endemična je za Arapski poluotok; Jemen i Saudijska Arabija. Penjačica je i raste prvenstveno u pustinjskim ili suhim biomima grmlja.
Opisana je u Voy. Yemen 132. 1889.